# Oeverkruid
Oeverkruid (Littorella uniflora) is een vaste plant die behoort tot de weegbreefamilie (Plantaginaceae). 

## Determinatie
Het vlezige, onbehaarde, stengelloze lijnvormige blad is aan de top priemvormig. Het is 5–10 cm lang en op doorsnee 1–2 mm dik. Bovenaan is het vlak en maar de voet toe gootvormig. Met een brede bladschede staat het in een wortelrozet. De planten vormen met hun 15 cm lange uitlopers een dichte mat op de grens van water en oever. Oeverkruid wordt 4–12 cm hoog en kan ook onder water groeien, het blad is dan wat dikker en de plant bloeit daar niet. Vermeerdering gebeurt er door middel van uitlopers. 
Oeverkruid is eenhuizig. Het bloeit van juni tot augustus met strokleurige, 5 mm grote bloemen, die tussen de bladscheden zitten. De bloemen vormen bloeiwijzen, waarbij in een bloeiwijze een zittende, vrouwelijke bloem met enkele, langgesteelde, mannelijke bloemen voorkomen. De witte stijl van de vrouwelijke bloem is 1–2 cm lang.
De vrucht is een 2,5 cm lang, eenzadig nootje.

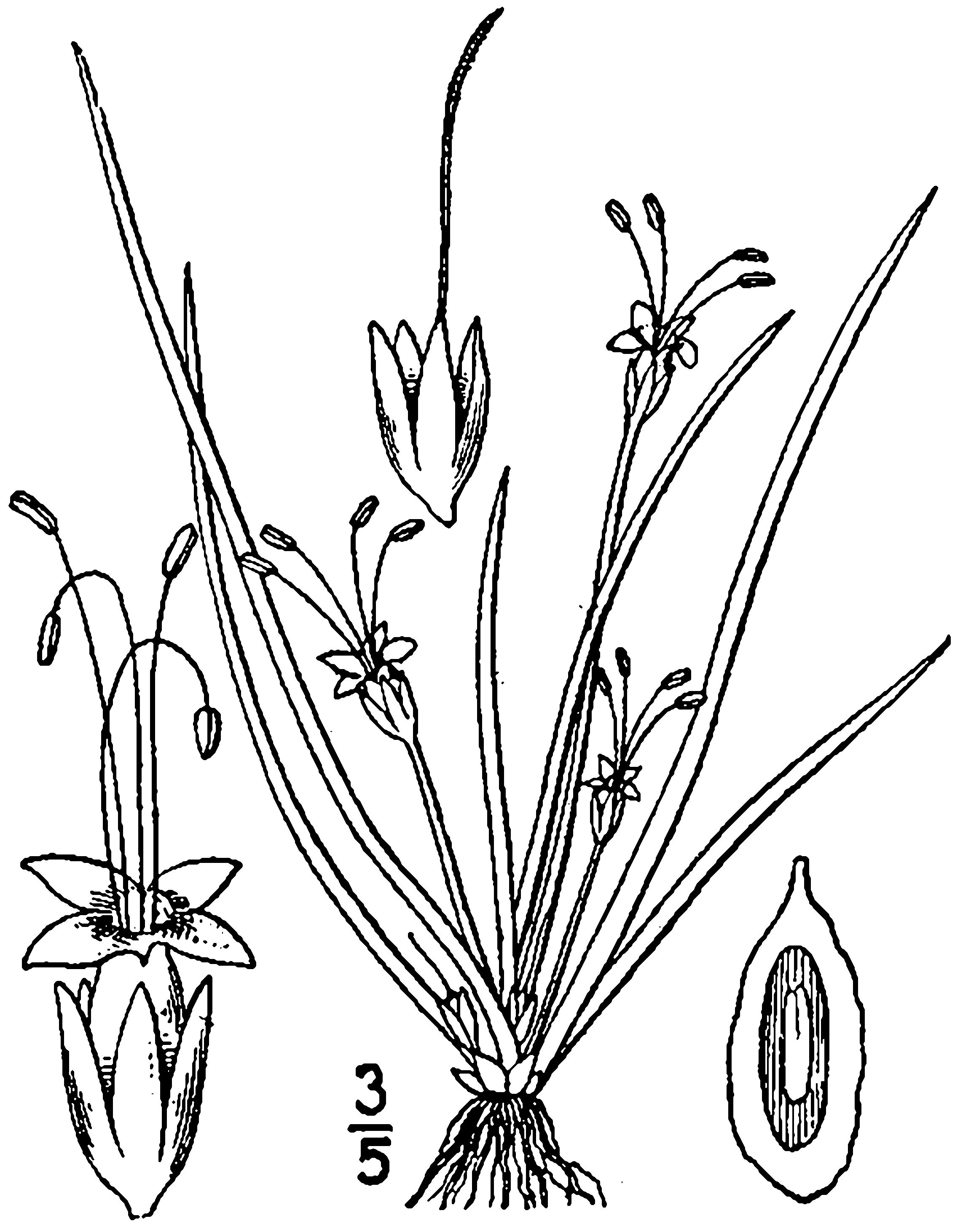
Littorella uniflora

## Ecologie
De plant komt voor op droogvallende, oligotrofe zandgrond aan oevers van vennen en duinmeertjes. De soort staat op de Nederlandse Rode lijst van planten als zeldzaam en sterk afgenomen. Oeverkruid komt van nature voor in Europa.

### Syntaxonomie
Oeverkruid is een kensoort voor de oeverkruid-klasse (Littorelletea).